# جو فينلي
جو فينلي (بالإنجليزية: Joe Finley)‏ هو لاعب هوكي الجليد أمريكي، ولد في 29 يونيو 1987 في إدينا في الولايات المتحدة.

## وصلات خارجية
- جو فينلي على موقع دوري الهوكي الوطني (الإنجليزية)
- جو فينلي على موقع قاعة مشاهير الهوكي (لاعب أن.إتش.أل) (الإنجليزية)
- جو فينلي على موقع EliteProspects.com (الإنجليزية)
- جو فينلي على موقع Eurohockey.com (الإنجليزية)
- جو فينلي على موقع HockeyDB.com (الإنجليزية)
- جو فينلي على موقع Hockey-Reference.com (الإنجليزية)